# 츤드라와시만

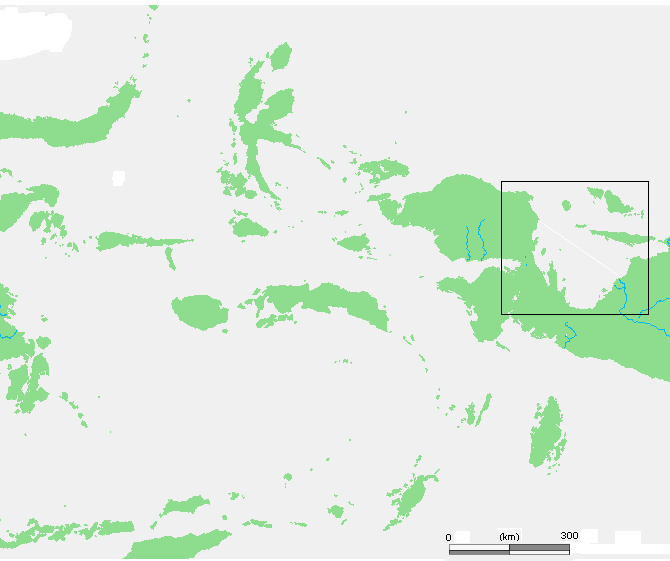
츤드라와시만의 위치

츤드라와시만(인도네시아어: Teluk Cenderawasih)은 인도네시아령 서뉴기니 북쪽 해안에 있는 만이다. 이전 이름은 헤일빙크만(네덜란드어: Geelvinkbaai)이었다.